# 岡山県中学校一覧
| 総数                               | 165校        |
| 国立                               | 1校          |
| 公立                               | 154校        |
| 私立                               | 10校         |
| 教育委員会所在地                   | 〒700-8570   |
| 岡山県岡山市北区内山下二丁目4番6号 |              |
| 公式サイト                         | 岡山県教育庁 |

岡山県中学校一覧（おかやまけんちゅうがっこういちらん）は、岡山県の前期中等教育を行う学校（中学校、中等教育学校、義務教育学校）の一覧。

## 国立学校
- 岡山大学教育学部附属中学校

## 公立学校

### 岡山市

#### 北区

##### 県立
- 岡山県立岡山大安寺中等教育学校

##### 市立
- 岡山市立足守中学校
- 岡山市立岡輝中学校
- 岡山市立中山中学校
- 岡山市立石井中学校
- 岡山市立高松中学校
- 岡山市立建部中学校
- 岡山市立御南中学校
- 岡山市立京山中学校
- 岡山市立岡北中学校
- 岡山市立吉備中学校
- 岡山市立岡山中央中学校
- 岡山市立御津中学校
- 岡山市立桑田中学校
- 岡山市立香和中学校
- 岡山市立岡山後楽館中学校

#### 中区

##### 県立
- 岡山県立岡山操山中学校

##### 市立
- 岡山市立竜操中学校
- 岡山市立操山中学校
- 岡山市立緑ヶ丘中学校
- 岡山市立高島中学校
- 岡山市立操南中学校
- 岡山市立東山中学校
- 岡山市立富山中学校

#### 東区
- 岡山市立旭東中学校
- 岡山市立上南中学校
- 岡山市立山南学園（旧：岡山市立山南中学校）
- 岡山市立西大寺中学校
- 岡山市立瀬戸中学校
- 岡山市立上道中学校

#### 南区
- 岡山市立光南台中学校
- 岡山市立妹尾中学校
- 岡山市立福南中学校
- 岡山市立芳泉中学校
- 岡山市立芳田中学校
- 岡山市立興除中学校
- 岡山市立灘崎中学校
- 岡山市立藤田中学校
- 岡山市立福浜中学校
- 岡山市立福田中学校

### 倉敷市

#### 県立
- 岡山県立倉敷天城中学校

#### 市立
- 倉敷市立東中学校
- 倉敷市立西中学校
- 倉敷市立南中学校
- 倉敷市立北中学校
- 倉敷市立多津美中学校
- 倉敷市立新田中学校
- 倉敷市立東陽中学校
- 倉敷市立庄中学校
- 倉敷市立倉敷第一中学校
- 倉敷市立福田中学校
- 倉敷市立福田南中学校
- 倉敷市立水島中学校
- 倉敷市立連島中学校
- 倉敷市立連島南中学校
- 倉敷市立味野中学校
- 倉敷市立下津井中学校
- 倉敷市立児島中学校
- 倉敷市立琴浦中学校
- 倉敷市立郷内中学校
- 倉敷市立玉島東中学校
- 倉敷市立玉島西中学校
- 倉敷市立玉島北中学校
- 倉敷市立黒崎中学校
- 倉敷市立船穂中学校
- 倉敷市立真備東中学校
- 倉敷市立真備中学校

### 津山市

#### 県立
- 岡山県立津山中学校

#### 市立
- 津山市立津山東中学校
- 津山市立中道中学校
- 津山市立北陵中学校
- 津山市立鶴山中学校
- 津山市立津山西中学校
- 津山市立加茂中学校
- 津山市立勝北中学校
- 津山市立久米中学校

### 玉野市
- 玉野市立宇野中学校
- 玉野市立玉中学校
- 玉野市立日比中学校
- 玉野市立山田中学校
- 玉野市立荘内中学校
- 玉野市立八浜中学校
- 玉野市立東児中学校

### 笠岡市

#### 組合立
- 笠岡市矢掛町中学校組合立小北中学校

#### 市立
- 笠岡市立笠岡東中学校
- 笠岡市立笠岡西中学校
- 笠岡市立金浦中学校
- 笠岡市立新吉中学校
- 笠岡市立大島中学校
- 笠岡市立神島外中学校
- 笠岡市立真鍋中学校

### 井原市
- 井原市立高屋中学校
- 井原市立木之子中学校
- 井原市立井原中学校
- 井原市立芳井中学校
- 井原市立美星中学校

### 総社市
- 総社市立総社東中学校
- 総社市立総社西中学校
- 総社市立総社中学校
- 総社市立昭和五つ星学園義務教育学校

### 高梁市
- 高梁市立高梁中学校
- 高梁市立高梁東中学校
- 高梁市立高梁北中学校
- 高梁市立有漢学園
- 高梁市立成羽中学校
- 高梁市立川上中学校

### 新見市
- 新見市立新見第一中学校
- 新見市立新見南中学校
- 新見市立大佐中学校
- 新見市立哲多中学校
- 新見市立哲西中学校

### 備前市
- 備前市立備前中学校
- 備前市立伊里中学校
- 備前市立三石中学校
- 備前市立日生中学校
- 備前市立吉永中学校

### 瀬戸内市
- 瀬戸内市立牛窓中学校
- 瀬戸内市立邑久中学校
- 瀬戸内市立長船中学校

### 赤磐市
- 赤磐市立高陽中学校
- 赤磐市立桜が丘中学校
- 赤磐市立赤坂中学校
- 赤磐市立磐梨中学校
- 赤磐市立吉井中学校

### 真庭市
- 真庭市立北房中学校
- 真庭市立落合中学校
- 真庭市立久世中学校
- 真庭市立勝山中学校
- 真庭市立湯原中学校
- 真庭市立蒜山中学校

### 美作市
- 美作市立勝田中学校
- 美作市立大原中学校
- 美作市立美作中学校
- 美作市立作東中学校
- 美作市立英田中学校

### 浅口市
- 浅口市立金光中学校
- 浅口市立鴨方中学校
- 浅口市立寄島学園

### 和気郡
- 和気町立佐伯中学校
- 和気町立和気中学校

### 都窪郡
- 早島町立早島中学校

### 浅口郡
- 里庄町立里庄中学校

### 小田郡

#### 組合立
- 笠岡市矢掛町中学校組合立小北中学校

#### 町立
- 矢掛町立矢掛中学校

### 真庭郡
- 新庄村立新庄中学校

### 苫田郡
- 鏡野町立鏡野中学校

### 勝田郡
- 勝央町立勝央中学校
- 奈義町立奈義中学校

### 英田郡
- 西粟倉村立西粟倉中学校

### 久米郡
- 久米南町立久米南中学校
- 美咲町立中央中学校
- 美咲町立旭学園 (旧：美咲町立旭中学校)
- 美咲町立柵原中学校

### 加賀郡
- 吉備中央町立加賀中学校

## 私立学校

### 岡山市

#### 北区
- 朝日塾中等教育学校
- 岡山理科大学附属中学校
- 就実中学校

#### 中区
- 山陽学園中学校

#### 東区
- 岡山学芸館清秀中学校

#### 南区
- 岡山中学校

### 倉敷市
- 清心中学校

### 笠岡市
- 蒼明学院中等部

### 浅口市
- 金光学園中学校

### 赤磐市
- 岡山白陵中学校

### 加賀郡
- 吉備高原希望中学校